# Bahnhof Leinfelden
Der Bahnhof Leinfelden liegt am Streckenkilometer 20,6 der Bahnstrecke Stuttgart-Rohr–Filderstadt und ist eine Station im Netz der S-Bahn Stuttgart. Gemäß der Eisenbahn-Bau- und Betriebsordnung handelt es sich jedoch nicht um einen Bahnhof, sondern um einen Haltepunkt.
Vom 23. Juni 1928 bis 1. Oktober 1971 (Gleisabbau 1972) zweigte in Leinfelden die Siebenmühlentalbahn von der Bahnstrecke Rohr–Neuhausen ab. Die Einstellung des Personenverkehrs erfolgte am 22. Mai 1955. Güterzüge fuhren ab 1. Oktober 1956 nur noch bis Musberg.
Seit Oktober 2015 ist der Leinfelder Bahnhof ein viergleisiger Gemeinschaftsbahnhof der S-Bahn Stuttgart und der Stadtbahn Stuttgart.

## Geschichte

### Reichsbahnzeit
Am 1. Oktober 1920 eröffnete die Deutsche Reichsbahn die Bahnstrecke Rohr–Echterdingen. Der Bahnhof Leinfelden lag nördlich und außerhalb des 1.000 Einwohner zählenden Dorfes. Das damalige zweistöckige Empfangsgebäude mit Walmdach ist nicht mehr erhalten. Die Außenfassade des Obergeschosses war mit Holzschindeln verkleidet.
Nach langer Bauzeit konnte die Reichsbahn am 23. Juni 1928 die Bahnstrecke Leinfelden–Waldenbuch einweihen. Die Stadt Stuttgart plante zuvor, die Strecke als Schmalspurbahn bis nach Tübingen zu bauen. In Leinfelden sollte eine Rollbockgrube für Güterwagen eingerichtet werden.
Vom 15. auf den 16. März 1944 erlitt die Gemeinde einen schweren Luftangriff. Das Empfangsgebäude wurde dabei zerstört. Von Anfang April bis Ende Mai sowie Anfang Oktober 1944 stationierte die Wehrmacht im Bereich des Bahnhofs eine Eisenbahn-Flak-Batterie. Sie diente der Verteidigung des Flughafens und Stuttgarts.

#### Filderbahn
Ebenfalls zum 1. Oktober 1920 nahm die Städtische Filderbahn (SFB) den normalspurigen Streckenteil von Unteraichen nach Leinfelden in Betrieb. Hier fuhren nun Züge Möhringen–Leinfelden. Im Gegenzug legte sie die Trasse Unteraichen–Echterdingen still. Durch die Konkurrenz zur Reichsbahn konnte die SFB die Strecke Möhringen–Leinfelden nicht lange aufrechterhalten und stellte den Gesamtverkehr bereits am 25. Dezember 1922 wieder ein.
Doch schon bald erwies sich der Weg über die Staatsbahnstrecke über Vaihingen als der ungünstigere. Die Gemeindeverwaltungen von Echterdingen und Leinfelden suchten daher Gespräche mit der Stadtverwaltung Stuttgart, der Reichsbahn und der Stuttgarter Straßenbahnen AG (SSB). Sie baten um die Reaktivierung (mit Umspurung auf Meterspur) und Elektrifizierung der Strecke nach Möhringen und um den Weiterbau bis Echterdingen. Mit Zustimmung aller Parteien begannen im Frühjahr 1927 die Bauarbeiten. Die Fertigstellung der Überlandstraßenbahn bis Leinfelden erfolgte am 2. Januar 1928. Betrieben wurde sie erneut durch die SFB, die zum 1. Januar 1934 in der SSB aufging. Die Haltestelle war vor dem Bahnhof der Staatsbahn.

### Bundesbahnzeit
Nach dem Zweiten Weltkrieg wurde ein schlichtes einstöckiges Empfangsgebäude errichtet. Die Deutsche Bundesbahn verzeichnete ein rückläufiges Fahrgastaufkommen auf der Bahnstrecke Stuttgart-Rohr–Neuhausen und auf der Siebenmühlentalbahn. Sie beschloss, beide Strecken für den Personenverkehr stillzulegen. Dies erfolgte am 22. Mai 1955 auf der Siebenmühlentalbahn und am 1. August 1955 auf der Bahnstrecke Stuttgart-Rohr–Neuhausen. Für den Güterverkehr blieben die Strecken vorerst bestehen.
Leinfelden entwickelte sich in den 1950er und 1960er Jahren zu einer aufstrebenden Wohngemeinde. Die Einwohnerzahl stieg stark an. Am 26. April 1965 verlieh das Innenministerium Leinfelden das Stadtrecht.
Um für die junge Stadt ein angemessenes Zentrum zu schaffen, fand ein Ideenwettbewerb statt. Der neue Mittelpunkt Leinfeldens sollte auf dem großflächigen Areal des Bahnhofs entstehen. Die Straßenbahnlinie sollte künftig unterirdisch verlaufen.
Am 1. Januar 1975 schlossen sich die Stadt Leinfelden und die Gemeinden Echterdingen, Musberg und Stetten auf den Fildern zur Stadt Leinfelden-Echterdingen zusammen. Nach der Vereinigung verwarf die Verwaltung die alten Pläne und schlug ein neues Stadtzentrum zwischen Leinfelden und Echterdingen vor.
Für die geplante S-Bahn Stuttgart sah die Bundesbahn die Reaktivierung des Bahnhofs Leinfelden vor. Hierfür baute sie das alte Gelände um und riss dabei das Empfangsgebäude ab.
Am 1. November 1990 stellte die SSB die Straßenbahnlinie nach Leinfelden auf Stadtbahnbetrieb um und legte die Strecke nach Echterdingen-Ort still. Die Stadtbahn endete östlich des Bundesbahn-Bahnhofes.
Am 18. April 1993 eröffnete die Deutsche Bundesbahn die Streckenabschnitt Oberaichen–Flughafen für die S-Bahn-Linien S2 und S3.

### Ausblick
Im Zuge von Stuttgart 21 sollen westlich der Station Weichenverbindungen entstehen. Sie sollen nach Abschluss der Bauarbeiten wieder ausgebaut werden.

## Bauwerk
Um Ende der 1980er Jahre die Standortfrage des Bahnhofs zu bestimmen, plante die Bundesbahn zwei Varianten. Zum einen die verwirklichte, zum anderen wären die Bahnsteige nördlich der heutigen großen Unterführung angelegt worden. Damit hätte ein Zugang zur Filderhalle geschaffen werden können. Südlich davon hätte die Robert Bosch GmbH einen Gleisanschluss erhalten.
Die Verantwortlichen entschieden sich für die südliche Variante. Da die Stadtverwaltung das neue Bauwerk als Anziehungspunkt gestalten wollte, widersprach sie dem vorgesehenen fünfeinhalb Meter breiten Fußgängertunnel. Sie beschloss stattdessen, eine elfeinhalb Meter breite Unterführung in Trogbauweise zu errichten. Diese stellt eine Verbindung zwischen der Marktstraße und der Max-Lang-Straße her. Eine 80 Meter lange Überdachung, die durch ihre Höhe das Verkehrsbauwerk weithin sichtbar macht, überspannt sie. Die Kosten für die Unterführung und das Dach übernahm die Stadt.
Der an der Max-Lang-Straße konzipierte Güterbahnhof mit Ladestraße und Gleisanschluss für die Firma Bosch fand hingegen keine Verwirklichung. Leinfelden blieb ein Haltepunkt. Eine für dieses Gleis vorgesehene, bisher ungenutzte Brücke über die Unterführung wurde für die Verlegung der Stadtbahn auf die freigehaltenen Flächen umgebaut.

## Bahnbetrieb
Der Haltepunkt wird von den Linien S2 und S3 der S-Bahn Stuttgart bedient. Gleis 1 dient den S-Bahnen Richtung Flughafen/Messe, Gleis 2 denen Richtung Rohr.
Der Haltepunkt Leinfelden gehört bei der DB InfraGO zur Preisklasse 4.

### S-Bahn
| Linie | Strecke |
| ----- | --- |
| S 2   | Schorndorf – Weinstadt – Waiblingen – Bad Cannstatt – Hauptbahnhof (tief) – Schwabstraße – Vaihingen – Rohr – Leinfelden – Flughafen/Messe – Filderstadt (Verstärkerzüge im Berufsverkehr zwischen Schorndorf und Vaihingen) |
| S 3   | Backnang – Winnenden – Waiblingen – Bad Cannstatt – Hauptbahnhof – Vaihingen – Rohr – Leinfelden – Flughafen/Messe (Verstärkerzüge im Berufsverkehr zwischen Backnang und Vaihingen)                                         |

## Stadtbahn
An der bis Oktober 2015 bedienten Haltestelle Leinfelden Bahnhof auf dem östlichen Bahnhofsvorplatz an der Max-Lang-Straße endete und begann die Stadtbahnlinie U 5. Bis Oktober 2015 wurde die Strecke mit der Haltestelle bis zum neuen DB-Haltepunkt verlegt und mit diesem verknüpft. Der S-Bahn-Bahnsteig an Gleis 2 (S-Bahnen Richtung Rohr) wurde zu einem Kombibahnsteig ausgebaut, auf dessen anderer Seite, als Gleis 3 bezeichnet, die Stadtbahnen aus Richtung Möhringen ankommen. Die Abfahrt der Stadtbahnen erfolgt jedoch immer von Gleis 4 mit einem eigenen Seitenbahnsteig. Die frühere Haltestelle der Stadtbahn wurde nach Inbetriebnahme des neuen Streckenabschnittes stillgelegt und abgebaut.
| Linie | Stadtbahnstrecke (Spurweite 1435 mm)                                                                                         |
| ----- | --- |
| U5    | Leinfelden Neuer Markt – Leinfelden Bahnhof – Möhringen Bahnhof – Degerloch – Hauptbahnhof (Arnulf-Klett-Platz) – Killesberg |

Die U5 fährt seit Oktober 2024 ca. 660 Meter in Richtung Süden zur Haltestelle Neuer Markt. 